# 557045 Nadolschi
557045 Nadolschi è un asteroide della fascia principale. Scoperto nel 2008, presenta un'orbita caratterizzata da un semiasse maggiore pari a 2,6035894 au e da un'eccentricità di 0,1769823, inclinata di 4,66830° rispetto all'eclittica.